# Tipsligan 1997
Tipsligan 1995 bestod av tio lag och spelades som en rak serie (mot föregående säsong då serien innehöll tolv lag och delades upp i en mästerskaps- och en kvalserie). Helsingin Jalkapalloklubi från Helsingfors blev finländska mästare för nittonde gången.

## Tabell
| Nr | Lag                                | S  | V  | O  | F  | GM | IM | MS  | P  |
| -- | ---------------------------------- | -- | -- | -- | -- | -- | -- | --- | -- |
| 1  | HJK Helsingfors                    | 27 | 18 | 4  | 5  | 53 | 18 | +35 | 58 |
| 2  | Vaasan Palloseura                  | 27 | 13 | 9  | 5  | 40 | 20 | +20 | 48 |
| 3  | Finnairin Palloilijat              | 27 | 10 | 9  | 8  | 27 | 36 | −9  | 39 |
| 4  | Turun Palloseura                   | 27 | 10 | 8  | 9  | 43 | 41 | +2  | 38 |
| 5  | Myllykosken Pallo                  | 27 | 8  | 13 | 6  | 31 | 23 | +8  | 37 |
| 6  | Rovaniemen Palloseura              | 27 | 9  | 6  | 12 | 31 | 30 | +1  | 33 |
| 7  | Jazz                               | 27 | 8  | 7  | 12 | 31 | 42 | −11 | 31 |
| 8  | Jaro                               | 27 | 8  | 4  | 15 | 33 | 48 | −15 | 28 |
| 9  | Seinäjoen Jalkapallokerho-juniorit | 27 | 5  | 12 | 10 | 22 | 34 | −12 | 27 |
| 10 | Inter Åbo                          | 27 | 6  | 8  | 13 | 23 | 42 | −19 | 26 |

## Kvalspel
- PK-35 - TP-Seinäjoki 3-1 (Helsingfors)
- TP-Seinäjoki - PK-35 4-4 (Seinäjoki)

Pallokerho-35 (PK-35) kvalificerat för Tipsligan 1998.